# روزالبا کاریرا
روزالبا کاریرا (انگلیسی: Rosalba Carriera; ۱۲ ژانویهٔ ۱۶۷۳ – ۱۵ آوریل ۱۷۵۷) نقاش ایتالیایی از دوره روکوکو بود. در سال‌های جوانی، او به نقاشی مینیاتور پرتره مشغول بود. کاریرا بعدها به خاطر پرتره‌های پاستلی خود شناخته شد و به محبوبیت این تکنیک در اروپا در قرن هجدهم کمک کرد. او به عنوان یکی از موفق‌ترین هنرمندان زن در هر دوره به یادگار مانده است.

## زندگی‌نامه
کاریرا در ونیز متولد شد. پدرش آندره کاریرا، یک وکیل، و مادرش آلبا فورستی بود که در زمینه گل‌دوزی و توری (پارچه) فعالیت داشت.: ۲۷–۲۸  روزالبا همراه مادر و خواهرانش به صنعت توری‌بافی و سایر صنایع دستی مشغول بود. دلایل تأسیس استودیوی شخصی‌اش به عنوان یک هنرمند همچنان ناشناخته است. یکی از اولین زندگی‌نامه نویس‌های او، پیر-ژان ماریته، پیشنهاد داد که زمانی که صنعت توری شروع به افول کرد، کاریرا مجبور شد راه جدیدی برای تأمین معیشت خود و خانواده‌اش پیدا کند.: ۴۱ 
محبوبیت مصرف انفیه فرصتی برای او ایجاد کرد. کاریرا شروع به نقاشی مینیاتور (تذهیب) برای در جعبه‌های انفیه و به عنوان اشیاء مستقل کرد. او یکی از اولین نقاشانی بود که از عاجی به جای پاپیه به عنوان پشتیبان برای مینیاتورها استفاده کرد.: ۵۰  به زودی او شروع به تولید پرتره‌های پاستلی کرد. بازدیدکنندگان برجسته خارجی از ونیز، مانند دیپلمات‌ها و پسران جوان اشراف که در سفر بزرگ خود بودند، آثار او را می‌خواستند. پرتره‌های دوره اولیه او شامل آثار ماکسیمیلیان دوم، پادشاه بایرن، فردریک چهارم، «هنرمند و خواهرش نانیِتا» (آفیچی) و آگوست دوم، پادشاه لهستان بود که یک مجموعه بزرگ از پاستل‌های او را خریداری کرد.
تا سال ۱۷۰۰، کاریرا شروع به نقاشی مینیاتور کرده بود و در سال ۱۷۰۳ نخستین پرتره‌های پاستلی خود را به پایان رساند. در سال ۱۷۰۴، او به عنوان Accademico di merito توسط آکادمی سن لوکا روم منصوب شد، عنوانی که برای نقاشان غیر رومی محفوظ بود.

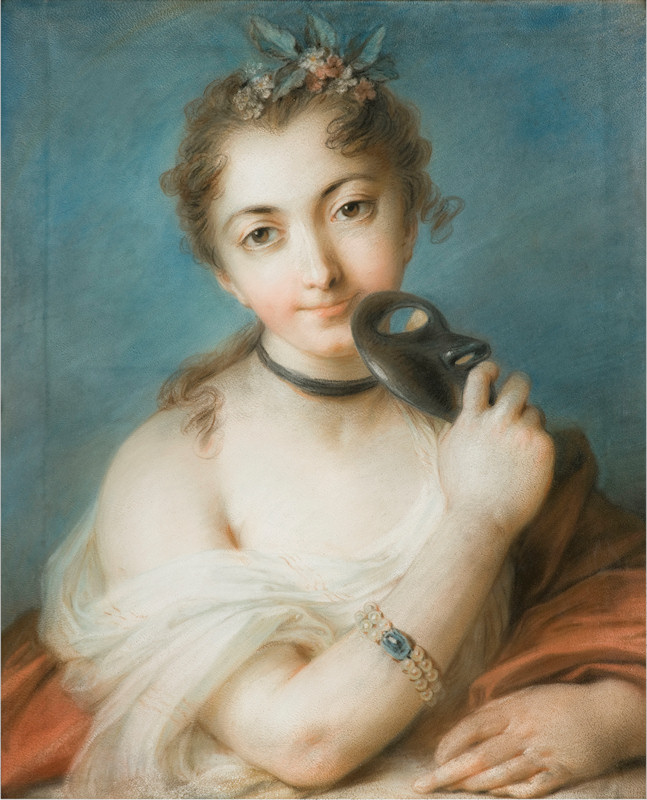
Portrait of a Woman with Mask, (Fondazione Cariplo).

بین سال‌های ۱۷۲۰ و ۱۷۲۱، کاریرا در پاریس کار کرد، جایی که آثارش با استقبال زیادی مواجه شد. در پاریس، او مهمان پی‌یر کروازه، هنرمند و مجموعه‌دار بزرگ بود. او ژان-آنتوان واتو، تمام خانواده سلطنتی و اشراف فهرست پادشاهان فرانسه و فیلیپ دوم، دوک اورلئان را نقاشی کرد و به انتخاب آکادمی سلطنتی نقاشی و مجسمه‌سازی درآمد. برادر شوهرش، نقاش آنتونیو پله‌گرینی، که به همسرش آنجلا متأهل بود، همان سال در پاریس بود و توسط جان لا، یک سرمایه‌دار اسکاتلندی و ماجراجو، استخدام شد تا سقف سالن بزرگ در ساختمان جدید بانک او، هتل دو نوور را نقاشی کند.
خواهر دیگر کاریرا، جیووانا، و مادرش نیز او را به فرانسه همراهی کردند. هر دو خواهر، به‌ویژه جیووانا، به او در نقاشی صدها پرتره‌ای که از او خواسته شده بود کمک کردند. این کار به این دلیل بود که او مسئولیت زیادی برای تأمین مالی خانواده‌اش به عهده داشت. دفتر خاطرات کاریرا از این ۱۸ ماه در پاریس بعداً توسط عاشق وفادارش، آنتونیو زانتی، ابی ویانیلی در سال ۱۷۹۳ منتشر شد. همچنین مکاتبات گسترده‌اش منتشر گردیده است.
در مدت زمان کوتاهی که در پاریس سپری کرد، آثار کاریرا در شکل‌گیری ذائقه‌های جدید اشرافی در دربار و به تبع آن در میان پاریسی‌ها مؤثر بود. دیگر هنر فقط به نیازهای سلطنت اختصاص نداشت. او سبک آزاد، حس رنگ و جذابیت خود را در سبک روکوکو وارد کرد که به آن ارتباط نزدیکی داشت و به زودی بر هنرها تسلط یافت. علیرغم موفقیت‌هایش در پاریس، او در سال ۱۷۲۱ به خانه‌اش در کانال بزرگ در ونیز بازگشت. کاریرا با همراهی خواهرش جیووانا به مودنا، پارما و وین سفر کرد و با استقبال گرم حاکمان و دربارها روبرو شد.
در سال ۱۷۳۰، کاریرا سفر طولانی‌تری به دربار سلطنتی وین، تاریخ اتریش، داشت. در آنجا، امپراتور کارل ششم به حامی او تبدیل شد و کاملاً متعهد به حمایت از آثارش شد و مجموعه‌ای بزرگ از بیش از ۱۵۰ پاستل او را جمع‌آوری کرد. در عوض، کاریرا به امپراتریس آموزش هنری رسمی داد. آثار کاریرا که در آنجا خلق شد، بعدها به اساس مجموعه بزرگ در گالری آثار استادان قدیمی در درسدن تبدیل شد.
پس از مرگ خواهرش جیووانا در سال ۱۷۳۸، کاریرا دچار افسردگی شدید شد که با از دست دادن بینایی‌اش در سال‌های بعد (چشم‌های او ممکن بود به دلیل نقاشی مینیاتور در جوانی آسیب دیده باشد) تشدید شد. او دو عمل جراحی ناموفق آب‌مروارید را انجام داد اما در نهایت بینایی خود را به‌طور کامل از دست داد. او از همه خانواده‌اش پیشی گرفت و آخرین سال‌های عمر خود را در خانه‌ای کوچک در منطقه دورسودورو در ونیز سپری کرد، جایی که در سن ۸۴ سالگی درگذشت.

## آموزش
مادر کاریرا به او هنر بافندگی تور را آموزش داد. آموزش او به عنوان یک نقاش پرتره مستند نشده است. احتمالاً او با آنتونیو لازاری، فدریکو بنکویچ و جوزپه دیامانتینی تحصیل کرده است. همچنین ممکن است با آنتونیو بالسترا ارتباط داشته باشد، کسی که آثار او را کپی کرده است. برخی از نظریه‌ها مطرح می‌کنند که نقاش فرانسوی ژان استیو او را تشویق کرده است تا مینیاتورهایی روی عاج برای در جعبه‌های تنباکو بسازد، و او نیز در تکنیک روغن از دیامانتینی آموزش دیده است.
کاریرا استعدادهای خود را با خواهرانش جیووانا و آنجلا به اشتراک گذاشت و در اواخر زندگی‌اش دانش‌آموزان زن مانند ماریانا کارلوازیس، مارگریتا ترتزی و فلیچیتا سارتوری داشت.

## تأثیر
تأثیر کاریرا به‌طور گسترده‌ای در میان بسیاری از مردم پخش شد. در سال ۱۷۲۰، او پرتره‌ای از پادشاه لوئی پانزدهم ارائه داد که انتقالی از سبک قبلی در دربار بود. این تغییر، انتقال از چیزی که قوی به نظر می‌رسید به سبک تزئینی با جذابیت بین‌المللی بود. او دنیای فناوری را با بستن گچ‌های رنگی به صورت چوبی، که منجر به توسعه طیف وسیع‌تری از رنگ‌های آماده شد، انقلابی کرد. این امر دسترسی و کاربرد وسیع‌تری از رسانه پاستل را گسترش داد.
اگرچه توسط موریس کِوای، پیرو نئوکلاسیسیست ژاک-لویی داوید، به‌طور منفی «روکوکو» نامیده شد، کاریرا نقش مهمی در محبوب‌سازی این سبک در فرانسه و بعدها در انگلستان ایفا کرد، جایی که جرج سوم یکی از بزرگ‌ترین مجموعه‌داران آثار او بود.
علیرغم شهرت و تأثیرگذاری او در یک شیوه پذیرفته شده، نام و تأثیر کاریرا «اغلب به عنوان یک استثنا، یک ندرت به عنوان هنرمند زن» در نظر گرفته می‌شود و خیلی اوقات نادیده گرفته می‌شود. زمانی که روکوکو از مد افتاد، نام و تأثیر او نادیده گرفته شد و این مسئله تا حد زیادی به جنسیت او مربوط بود. جاشوا رینولدز چندین پاستل از او را در اختیار داشت.

## آثار
کاریرا اولین نقاش زنی بود که سبکی جدید را در جامعه هنری آغاز کرد. سبک روکوکو تأکید بر استفاده از رنگ‌های پاستل؛ ضربات قلم‌مو خودجوش، نورهای رقصان، تنالیته‌های ظریف سطح و رویکرد نرم، با شکوه و جذاب به موضوعات داشت. او به خاطر کشیدن کناره‌های گچ سفید بر روی نقاشی زمینه تیره برای به تصویر کشیدن بافت درخشان تور و ساتن شناخته شده بود. همچنین قادر بود ویژگی‌های صورت و شانه‌های نرم موی پودر شده را برجسته کند. به دلیل او، هنرمندان به مدت تقریباً یک قرن آثار در این سبک تولید کردند.
کاریرا حامیان زیادی داشت که به آثار او علاقه‌مند بودند. اولین پرتره پاستل شناخته شده او تصویر مجموعه‌دار آنتون ماریا زانتی (۱۷۰۰) است که بسیاری از آثار او را خریداری کرد و هنگام سفر به سراسر اروپا، او را به سایر مجموعه‌داران معرفی کرد. جوزف اسمیت دیگر یکی از طرفداران او بود که مقدار زیادی از آثار او را جمع‌آوری کرد. پادشاه جرج سوم در سال ۱۷۶۲ این آثار را خریداری کرد. آن مجموعه شامل یکی از بسیاری از پرتره‌های خود او بود.
بهترین پرتره خودکاری که کاریرا شناخته می‌شود، اثری است که به مجموعه پرتره‌های خودکاری مدیچی در گالری اوفیتزی فلورانس اهدا کرد. این اثر متفاوت بود زیرا او از ایده‌آل‌سازی خود فاصله گرفت، که معمولاً در آن دوران معمول بود. بلکه او با صداقت و بی‌پروایی در نمایشش ظاهر شد و بینی بزرگتر، لب‌های نازک و چانه‌ای با فرو رفتگی عمیق را به تصویر کشید. او پرتره‌ای از خواهر و دستیارش جیووانا را در دست دارد که با او بسیار نزدیک بود.
کارهای خودپرتره کاریرا از انتظارات معمول هنرمندان زن در آن زمان منحرف می‌شود و به‌دنبال نمایش واقع‌گرایانه‌تر است. یکی از چنین نمونه‌ها «خودپرتره به عنوان یک زن پیر» (۱۷۴۶) است که چشم‌های نامتقارن آن مشکلات چشمی او را که در دوران پیری‌اش به آن مبتلا بود، نشان می‌دهد.
کاریرا تنها نقاش پرتره نبود، اگرچه این موضوع انتخاب اصلی او به‌خاطر حرفه‌اش بود. او همچنین تعدادی اثر تمثیلی خلق کرد، از جمله «چهار فصل»، «چهار عنصر» و «چهار قاره». این تمثیلات توسط زنانی زیبا، مانند نیوفتی‌ها و کم‌لباس که نمادهایی را در دست دارند که به معنی اثر اشاره می‌کنند، نمایش داده شده‌اند.

## آثار کاریرا

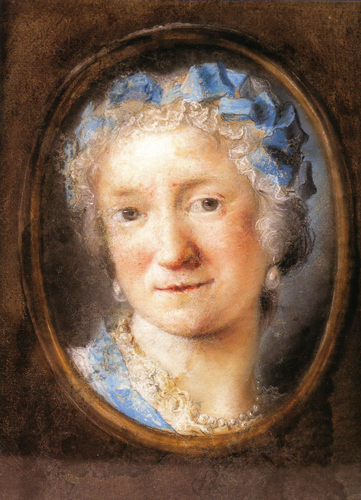
خودنگاره
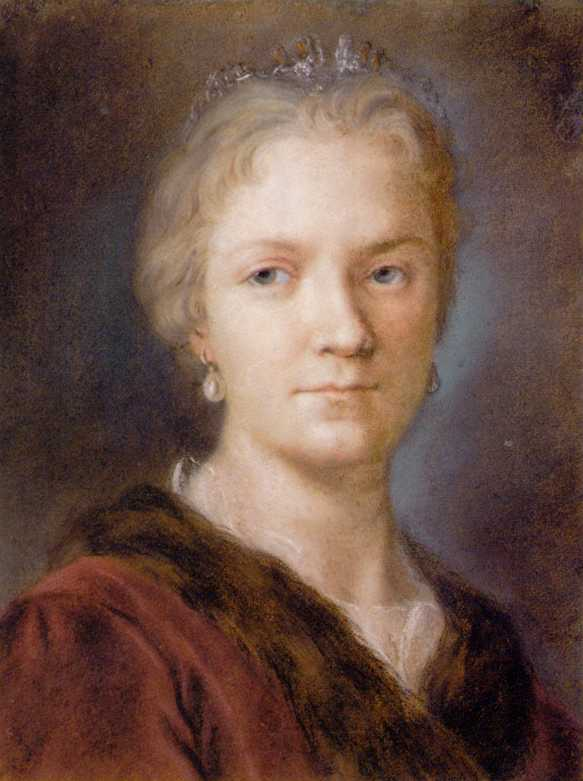
خودنگاره
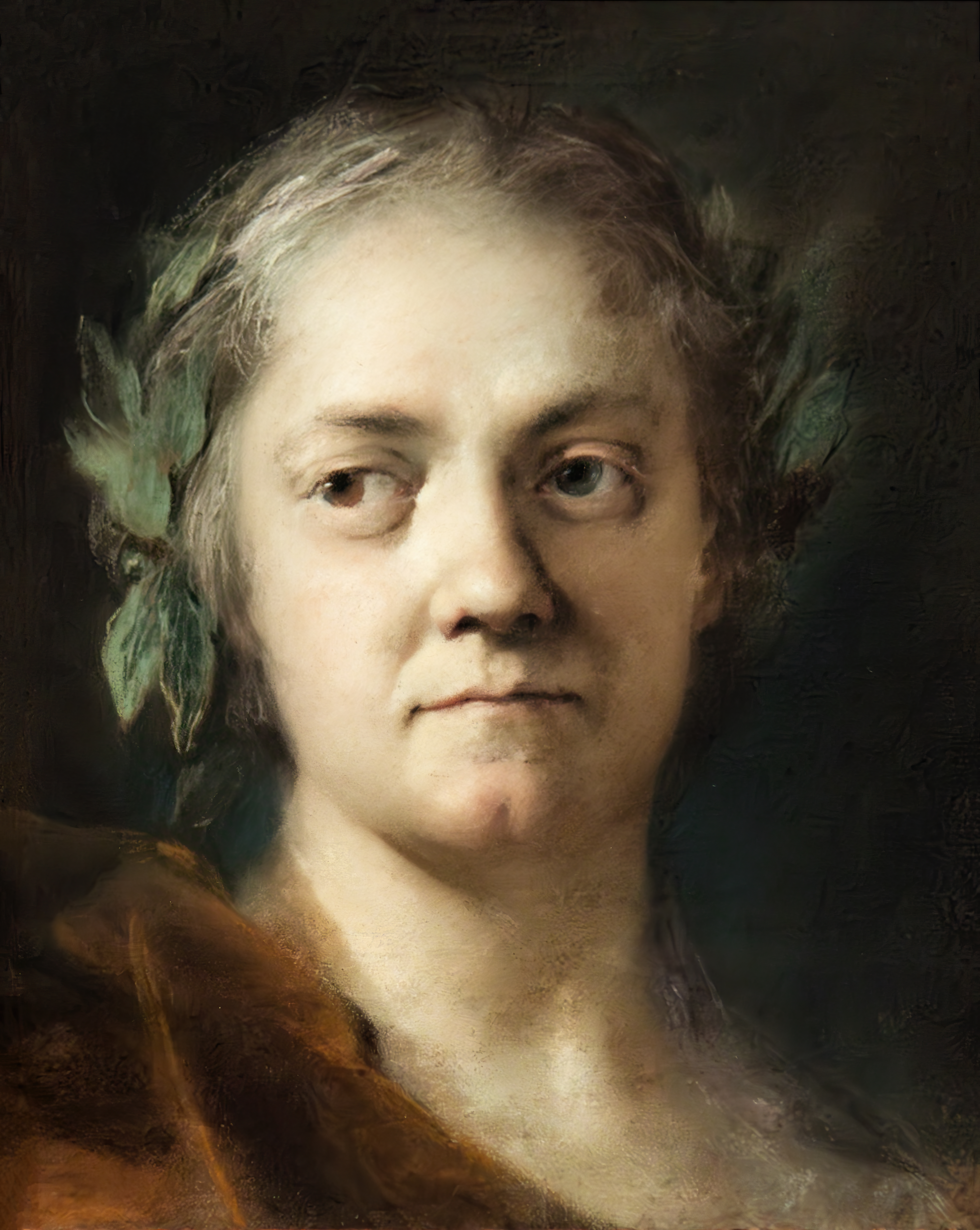
خودنگاره
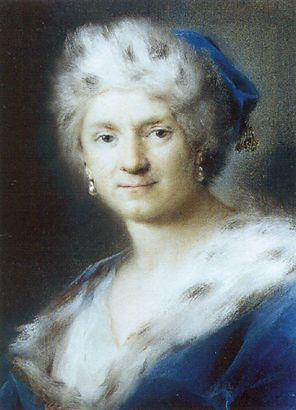
"خود پرتره در زمستان"
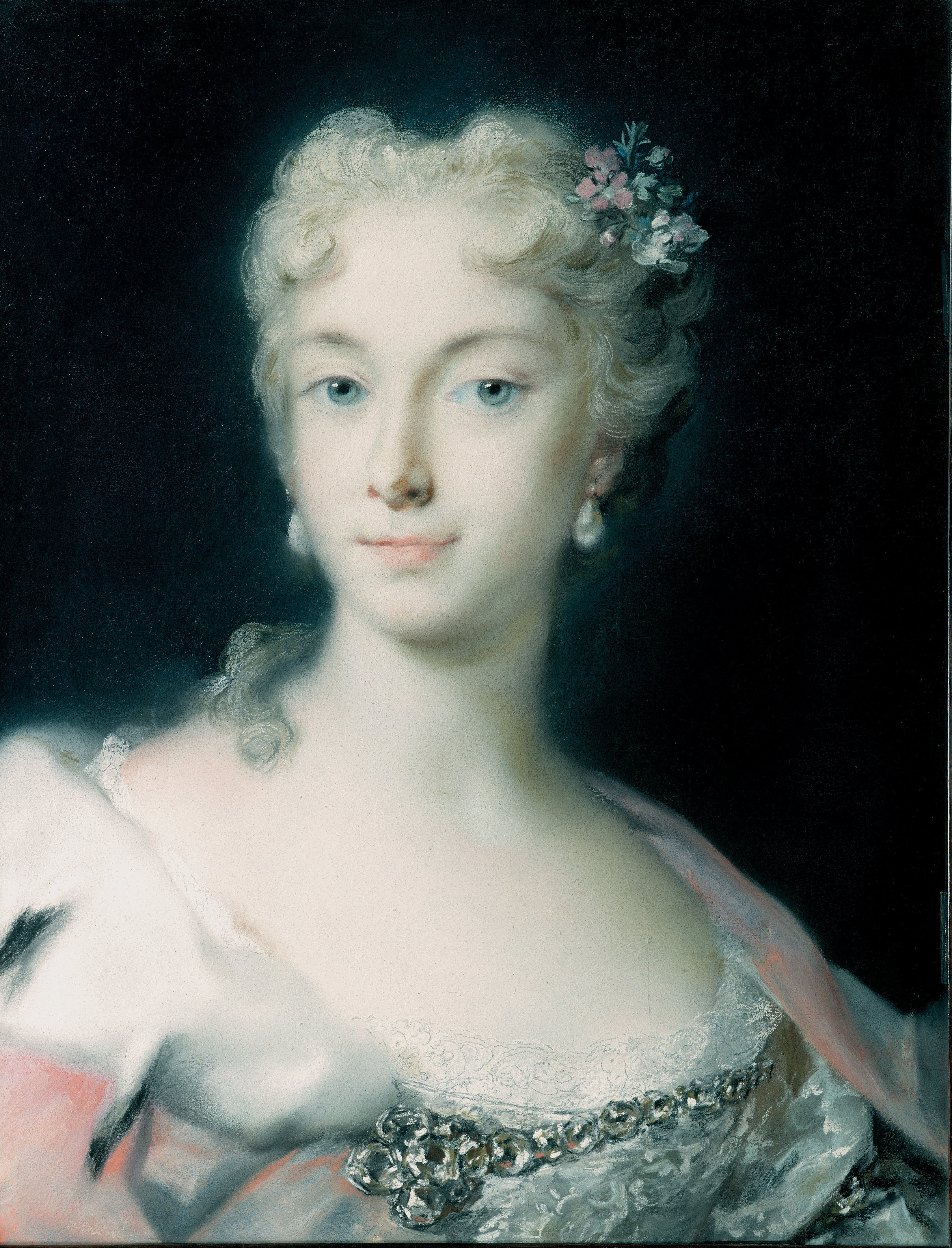
ماریا ترزا
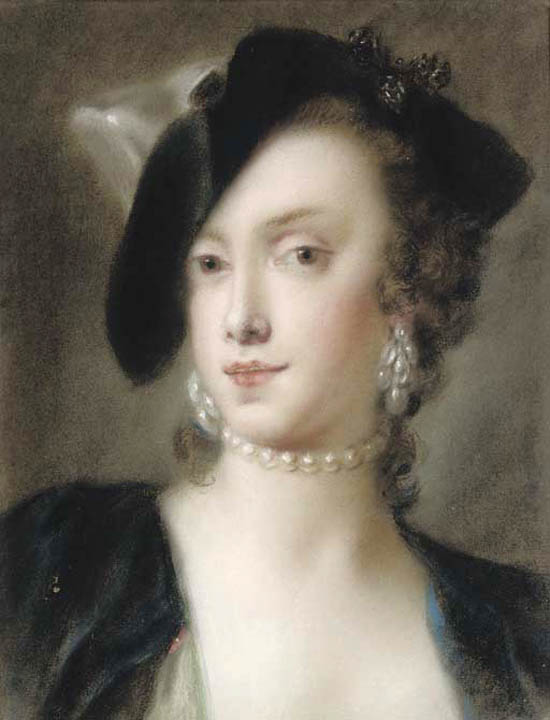
کاترینا ساگرِدو بارباریگو
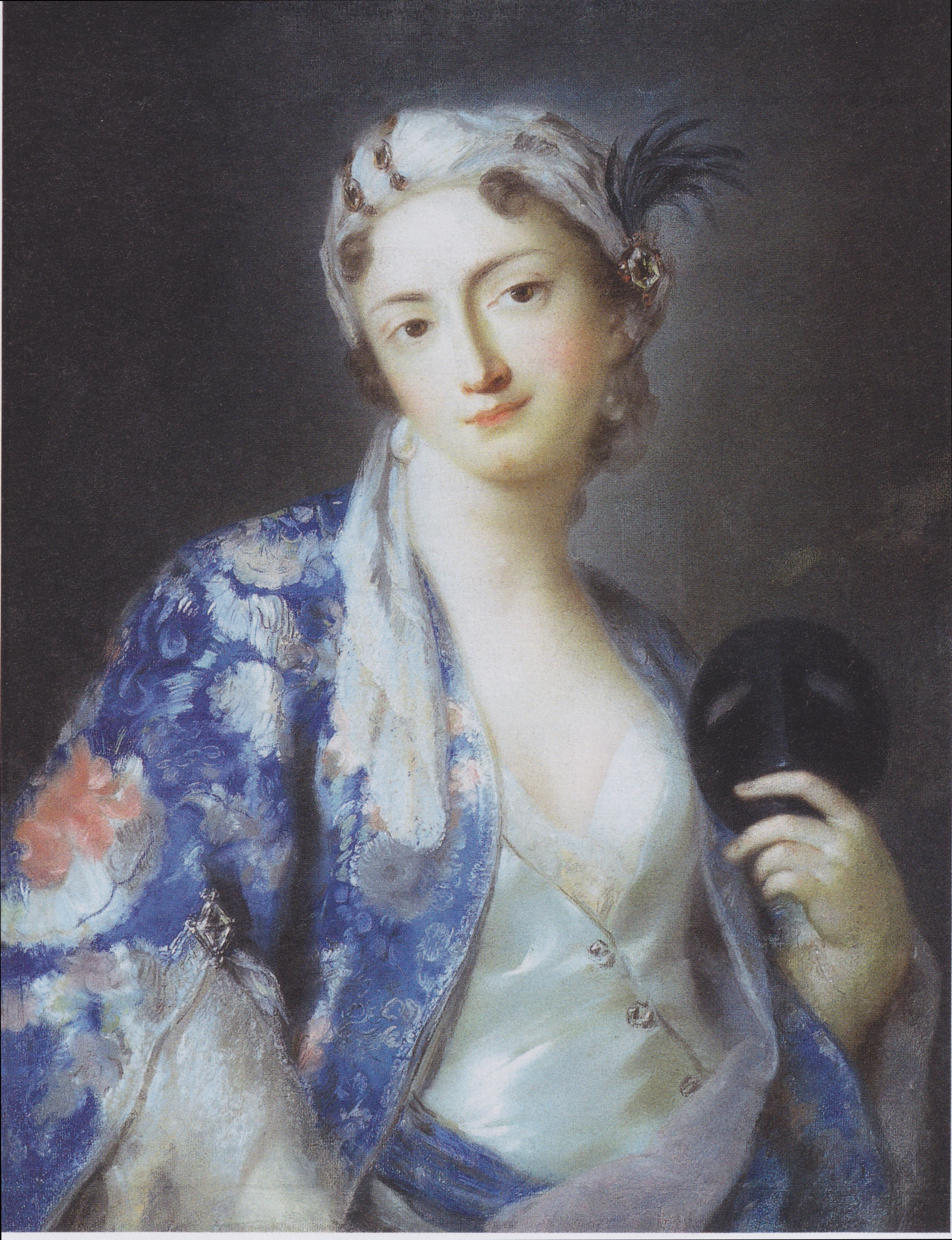
فلیچیتا سارتوری در لباس ترکیه‌ای
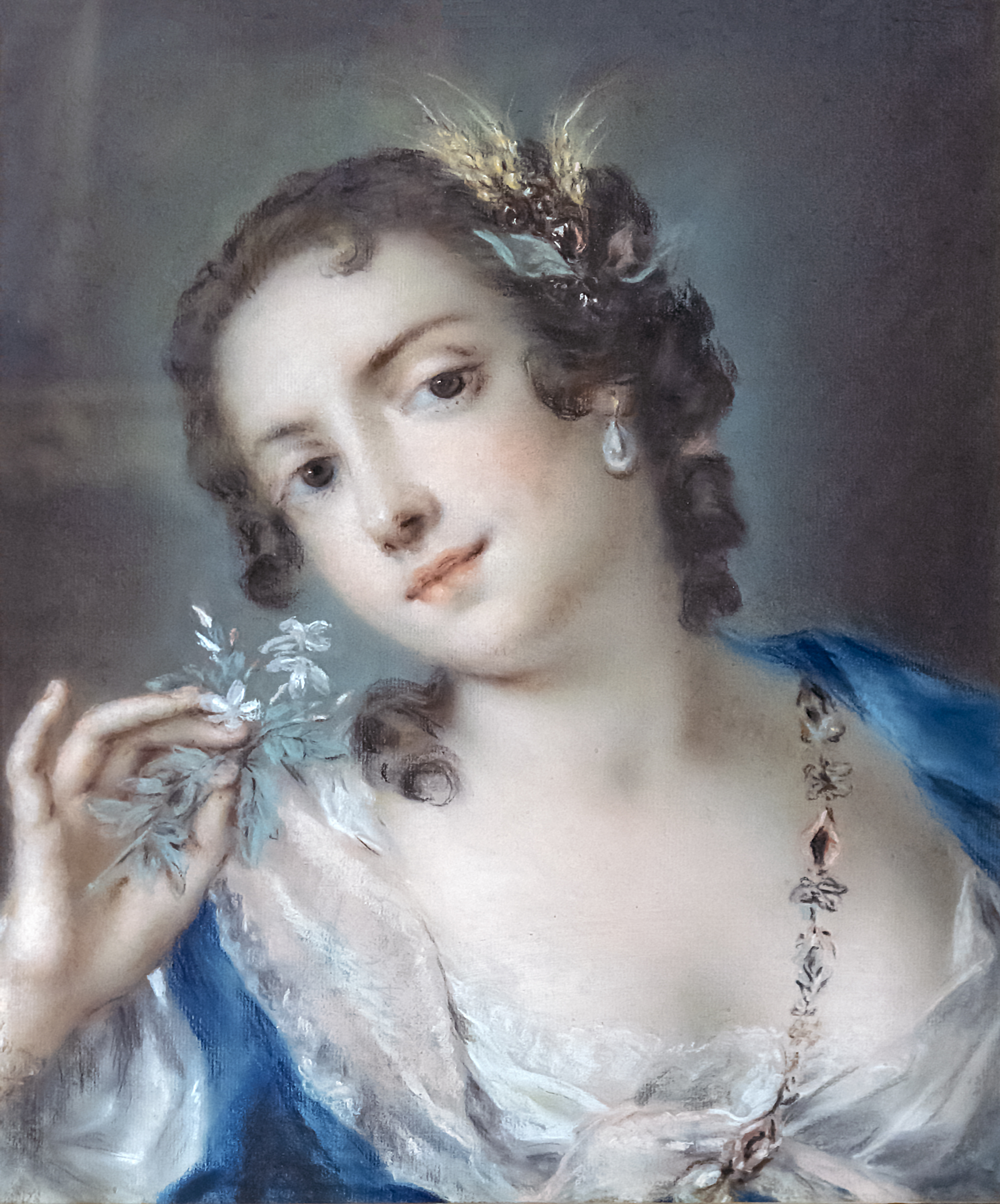
تابستان
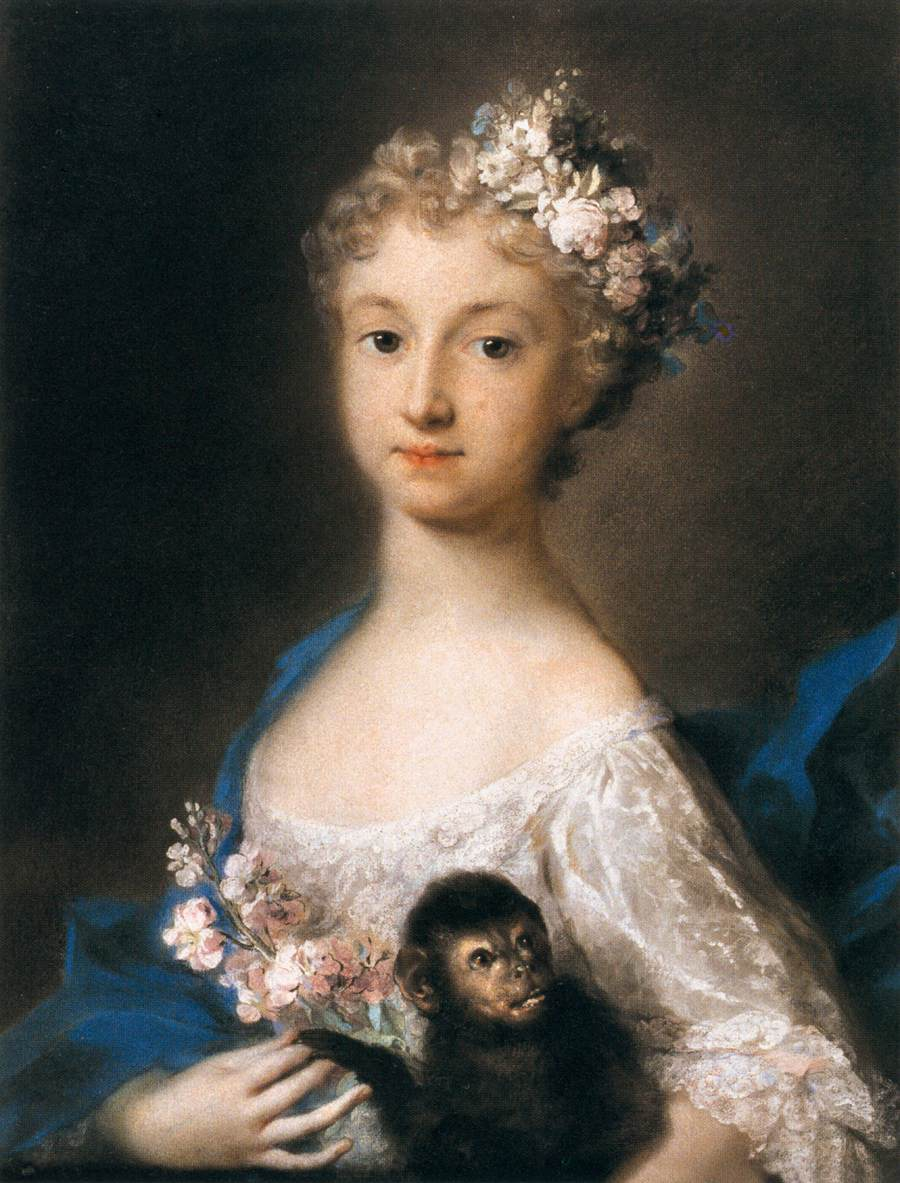
"دختری جوانی که یک میمون در دست دارد"
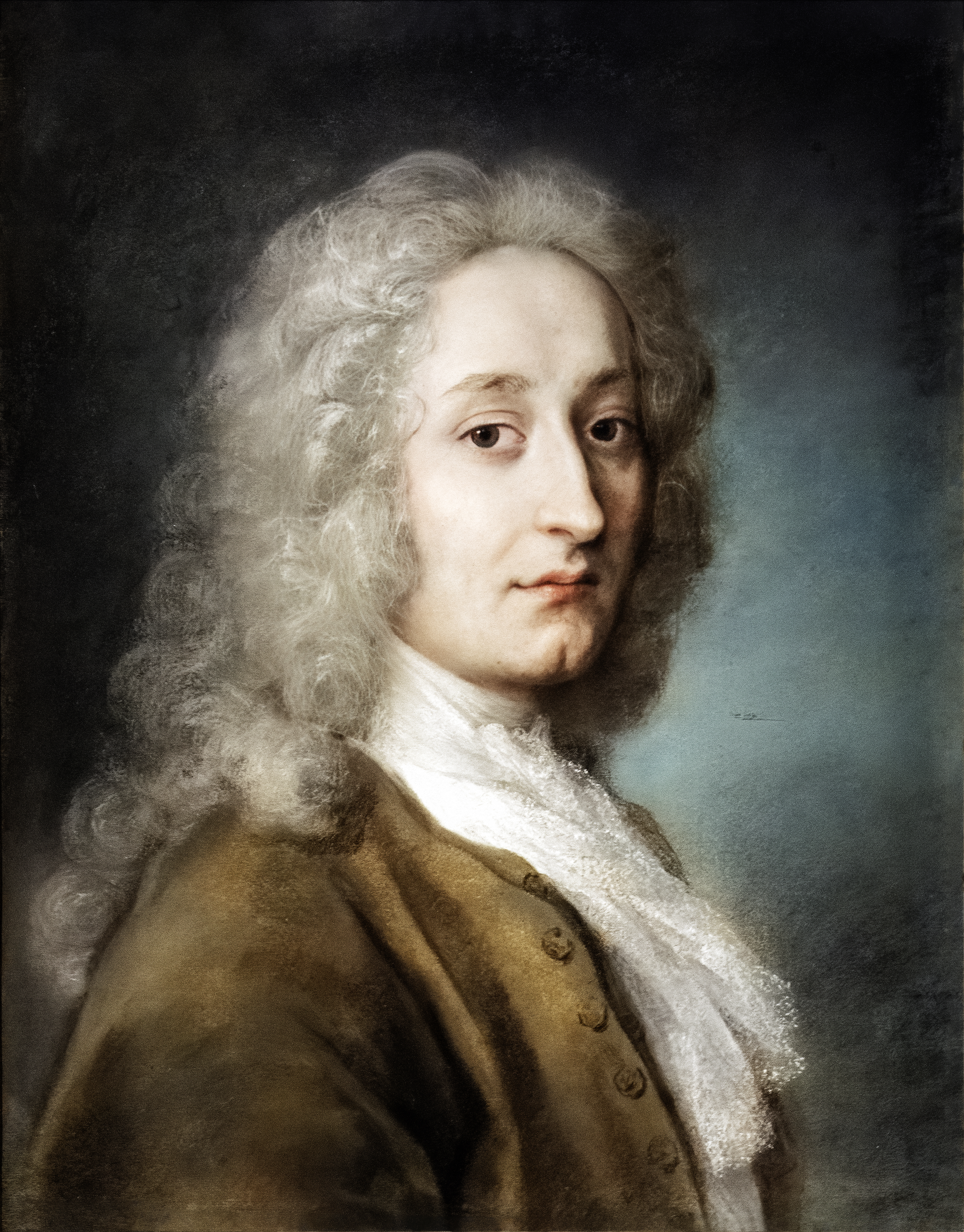
ژان-آنتوان واتو
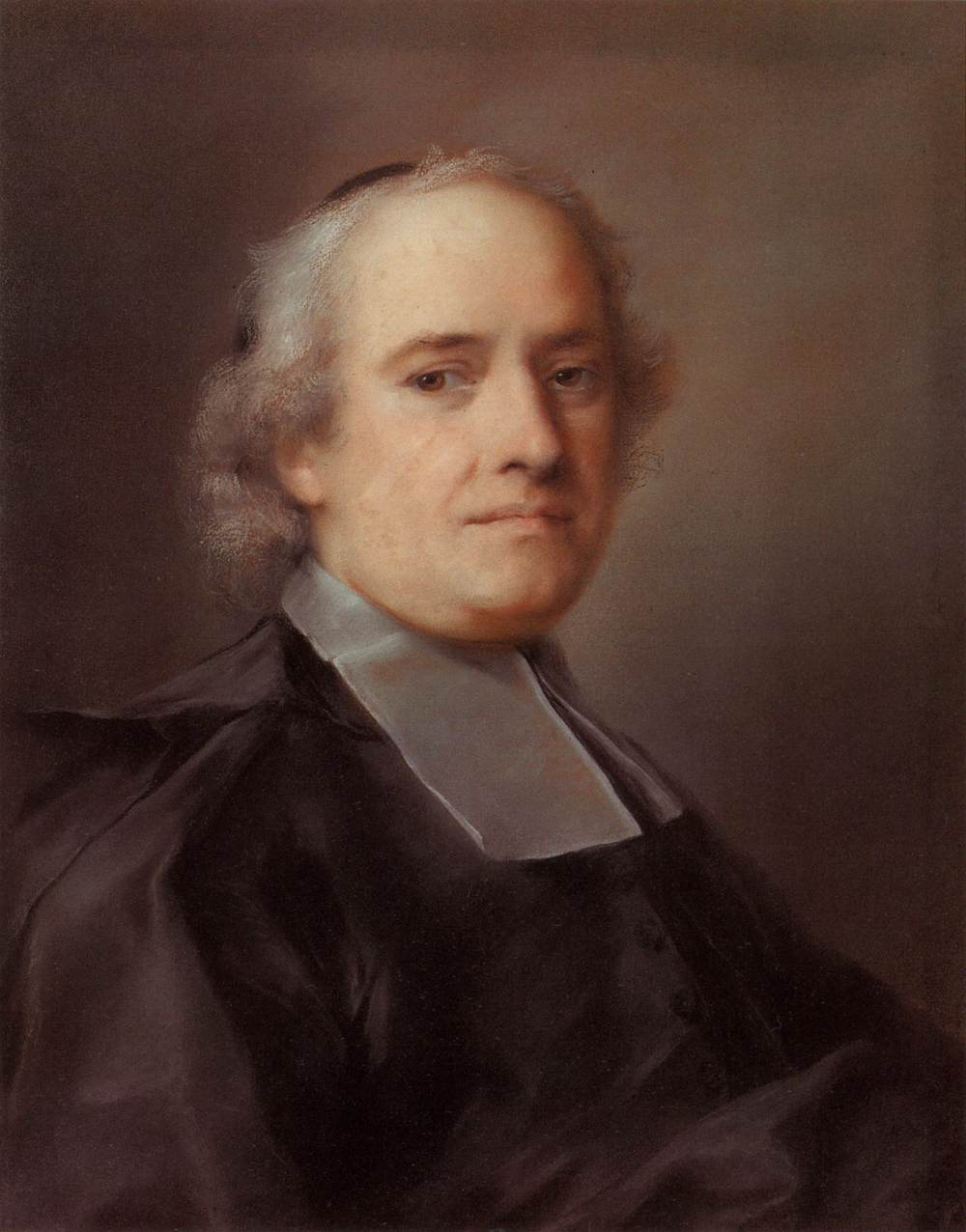
"کنسول فرانسه لو بلوند"
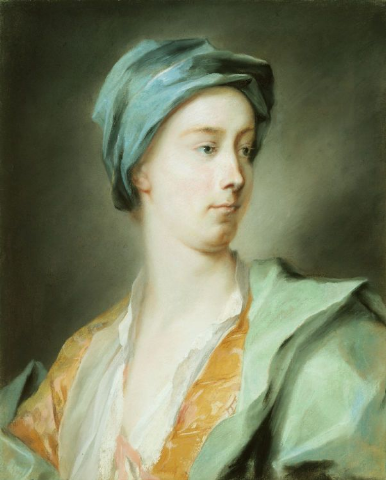
فیلیپ وارتون، نخستین دوک وارتون
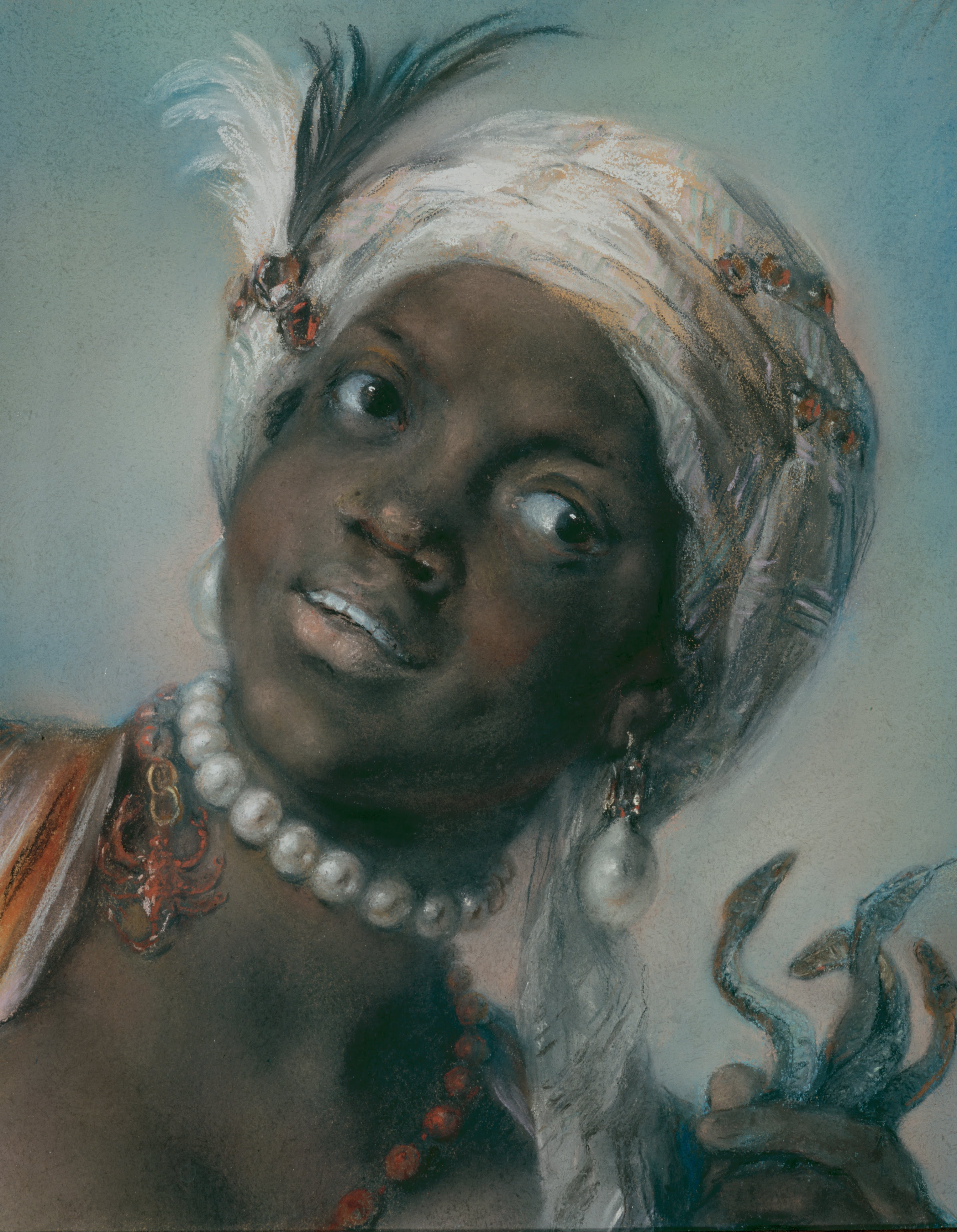
آفریقا
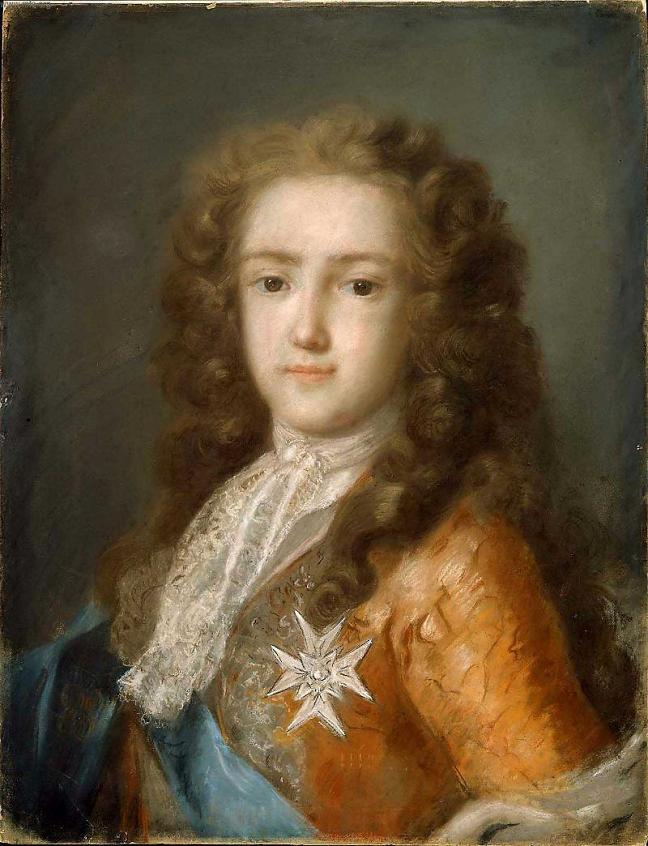
لوئی پانزدهم
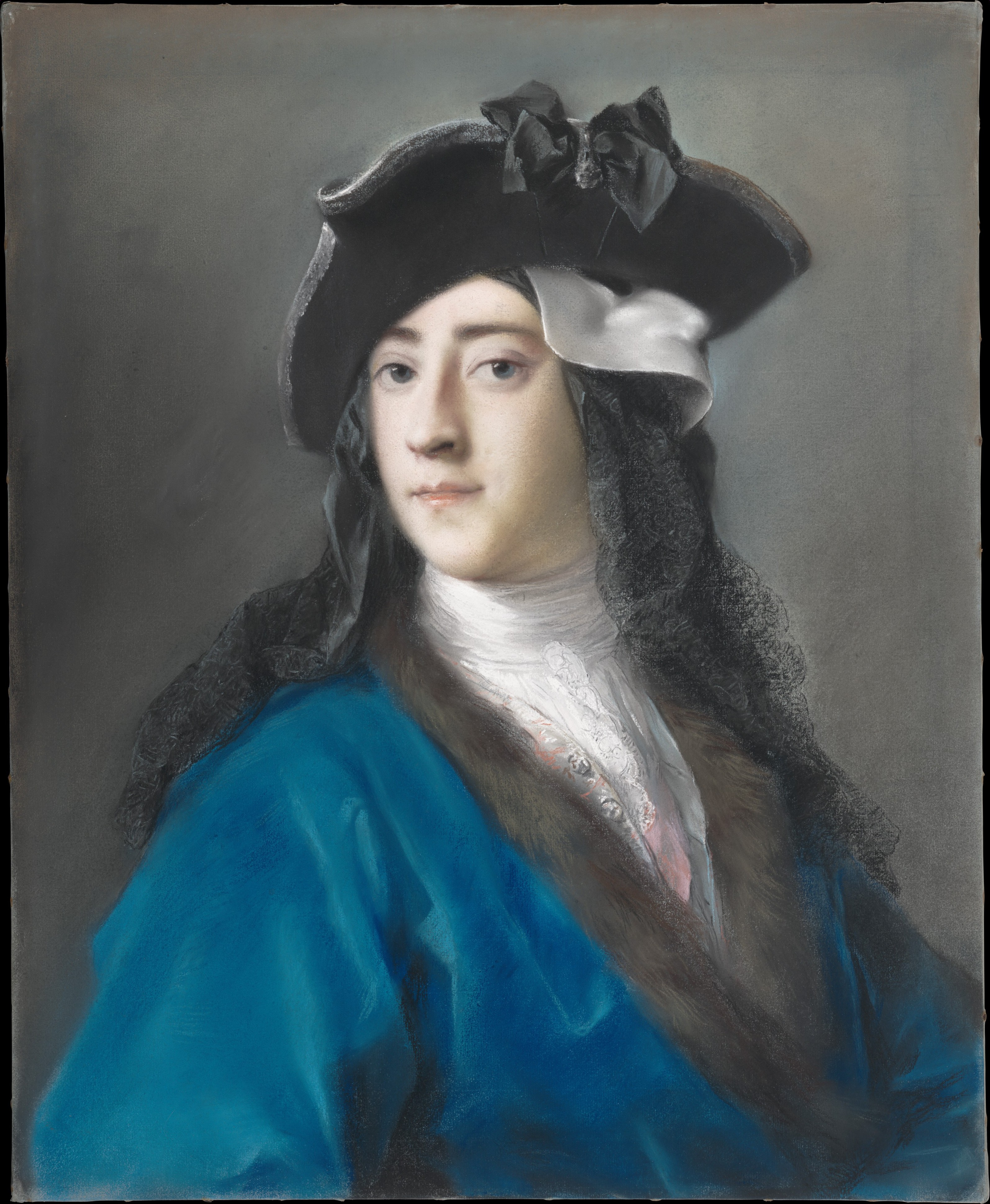
گوستاووس همیلتون، دومین ویکونت بویِین
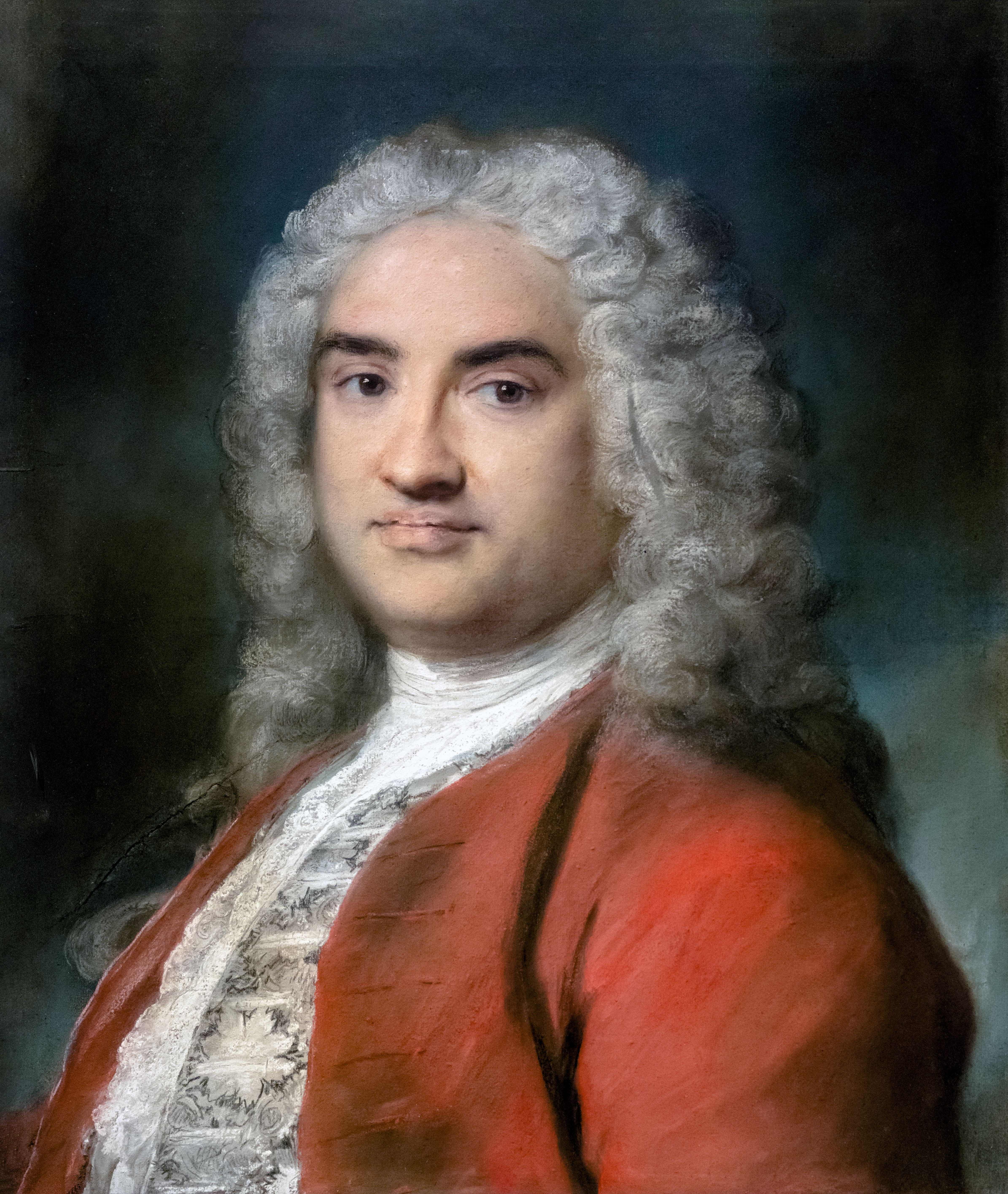
آقای قرمزپوش
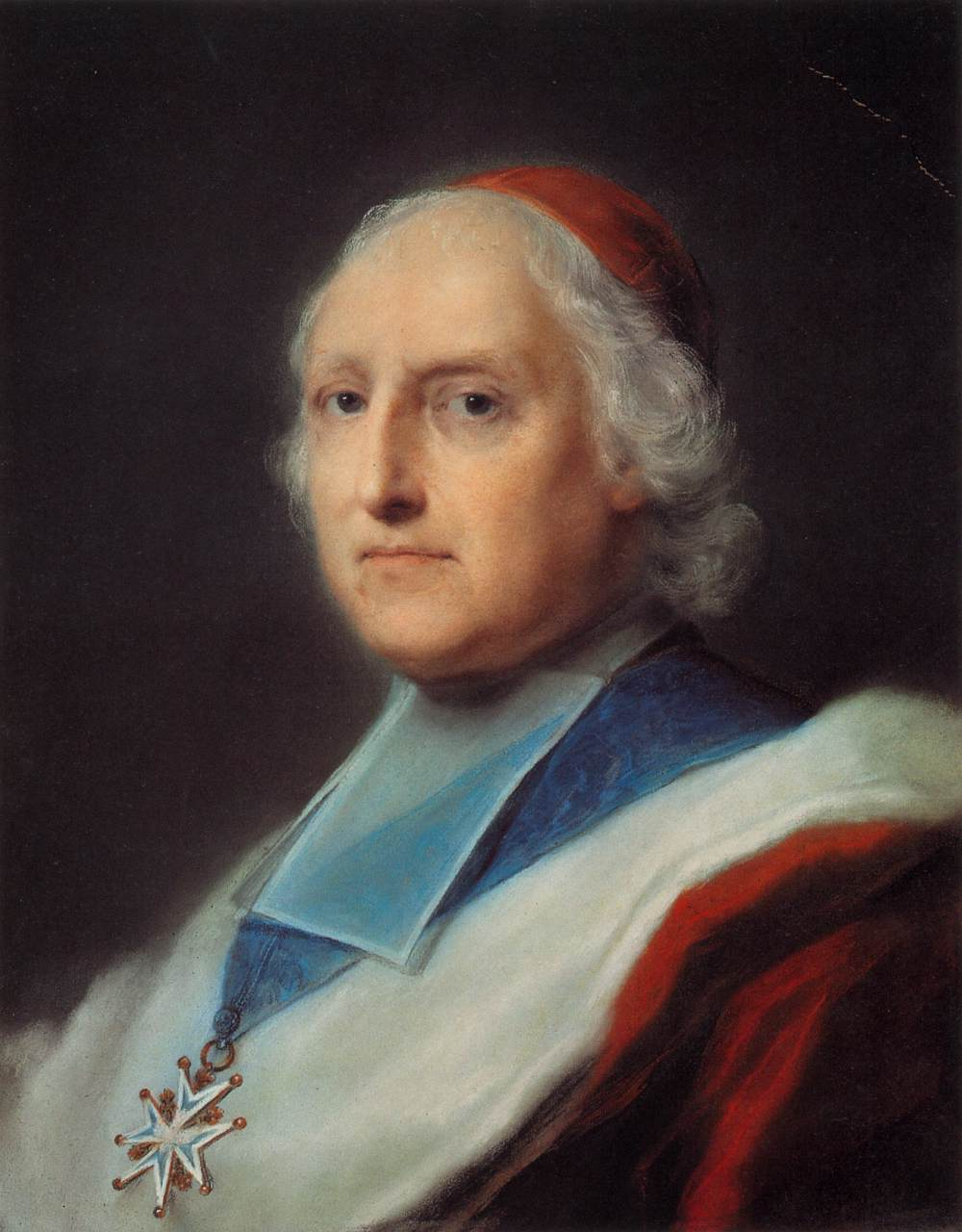
کاردینال ملکیور دو پولینی
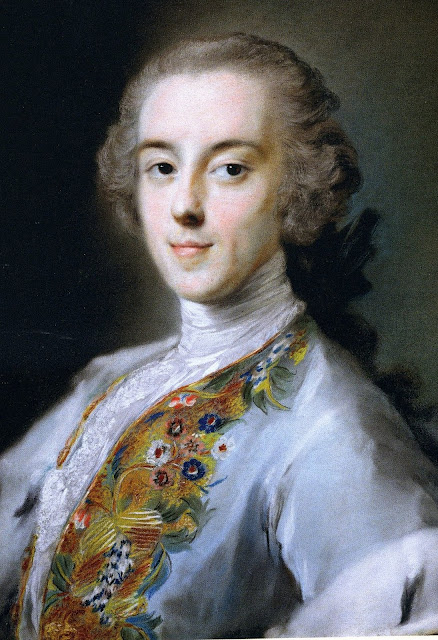
هورس والپول

## میراث
کاریرا بیشتر به‌خاطر رویکرد نوآورانه‌اش در استفاده از پاستل شناخته می‌شود، که قبلاً برای نقاشی‌های غیررسمی و طراحی‌های مقدماتی استفاده می‌شد. همچنین به او اعتبار داده شد که پاستل را به عنوان یک رسانه برای پرتره‌های جدی معرفی کرد که روکوکو را دوباره تعریف کرد.
رزالبا کاریرا شخصیتی است در رمان «قوانین زمان» (۲۰۱۹) نوشته آندره پِرِگو.